# Oostkamp
Oostkamp é um município belga da província da Flandres Ocidental. O município é constituído pela vila de Oostkamp propriamente dita e ainda pelas de Hertsberge, Ruddervoorde e Waardamme. Em 1 de Janeiro de 2006, o município tinha uma população de 21.796 habitantes, tinha uma superfície de 79.65 km² e uma densidade populacional de 274 habitantes por km². O nome Oostkamp vem do nome  medieval da vila  "Orscamp" (lugar dos cavalos); "ors" em neerlandês medieval era a mesma palavra que hoje em inglês "horse".

## Oostkamp durante a Segunda Guerra Mundial
As tropas canadianas ou canadenses libertaram a vila em Setembro de 1944 Segunda Guerra Mundial durante a Batalha de Moerbrugge. Há um monumento no Canal de Ghent construído em honra dos 41 soldados canadianos mortos nessa batalha.

## Cidades gêmeas
- - Chaumont, França
- - Bad Langensalza, Alemanha
- - Bad Nauheim, Alemanha